# PlayStation Portable
La PlayStation Portable (プレイステーション・ポータブル?, Pureisutēshon Pōtaburu, ufficialmente abbreviata come PSP) è una console portatile per videogiochi prodotta da Sony Interactive Entertainment, parte della serie PlayStation. Il suo sviluppo è stato annunciato all'E³ del 2003 ed è stata svelata ufficialmente l'11 maggio 2004 a una conferenza stampa prima dell'E³ 2004. La console è stata commercializzata in Giappone il 12 dicembre 2004, negli USA e in Canada il 24 marzo 2005 e in Europa e Australia il 1º settembre 2005. La PlayStation Portable è stata dismessa in tutto il mondo nel 2014.
La PSP è stata accolta positivamente da parte dalla critica e ha venduto 82,52 milioni di unità durante i suoi 10 anni di vita; il videogioco più venduto della console si tratterebbe di Grand Theft Auto: Liberty City Stories, che ha venduto 7,6 milioni di copie.
Il successore della PlayStation Portable, ovvero la PlayStation Vita, è stato rilasciato in Giappone a fine 2011 e in Nord America e in Europa nel febbraio 2012; la PlayStation Vita è stata dismessa nel 2019.

## Storia
La PSP fu il primo vero concorrente del Nintendo DS anticipando di anni il 3D rispetto al Nintendo 3DS uscito solo nel 2011.Nel settore dei videogiochi di settima generazione, un settore in cui invece fallirono il Neo Geo Pocket della SNK e l'N-Gage della Nokia. Grazie alla sua GPU può contare su un'ottima resa grafica unita al piccolo display da 4,3": essa offre la possibilità di giocare con i videogiochi, vedere video, ascoltare musica, visualizzare immagini, fornendo anche (nelle versioni più recenti del firmware) la possibilità di utilizzare un browser internet apposito. Tutte queste caratteristiche hanno fatto della PSP il principale dispositivo di intrattenimento mobile dell'epoca.
Di rilievo, inoltre, è il supporto integrato alle reti Wi-Fi, che consente la connessione alla Playstation, ad altre PSP e alla rete Internet e la partecipazione contemporanea di più giocatori (fino a 32 in alcuni titoli) a determinati giochi. Il parco titoli di PSP risulta molto simile a quello PlayStation 2, riproponendo di fatto la maggior parte dei marchi più famosi e conosciuti in versione portatile. La PSP è l'unica console portatile a utilizzare un formato disco ottico, l'Universal Media Disc (UMD), quale fonte primaria di memoria.
Dal settembre 2007 Sony ha introdotto una nuova versione della console chiamata PSP Slim & Lite denominata anche PSP 2000. Questa è del 33% più leggera (189 grammi contro 280) e del 19% più sottile (18,6 millimetri contro 23). La batteria ha una durata minore del 10% in quanto meno capiente rispetto a quella precedente (1200 contro 1800), supporta la ricarica via USB, include un'uscita video per collegare il dispositivo ad un televisore e ha gli speaker nella parte frontale; inoltre ha un lettore UMD più veloce. La nuova versione ha 64 MB di RAM, il doppio del modello precedente, così da diminuire i tempi di caricamento dei giochi. Inizialmente la console è stata resa disponibile nel mercato Europeo (dal 5 settembre in Italia), ma è prevista una sua diffusione a livello mondiale. Il lancio ufficiale in Giappone è avvenuto il 20 settembre 2007 ma alcune edizioni speciali sono state messe in commercio dal 13 settembre vendendo in una settimana fino a 320 000 console.
Nel 2008 è stata presentata in Giappone un nuovo modello di PSP, la versione 3000, che aggiunge nuove migliorie, come: uno schermo migliorato, con molti più colori e un ridotto coefficiente di riflesso; il video out migliorato con il supporto anche TV non HD; un microfono integrato, utile per Skype e simili; e la scritta HOME che ora viene sostituita dal simbolo PlayStation.
Dopo la pubblicazione del firmware 2.40 della PlayStation 3 che includeva l'arrivo dei Trofei, all'E3 2008 era stata annunciata la pubblicazione di un aggiornamento che avrebbe inserito i Trofei anche in Playstation Portable. Tuttavia, durante l'E3 2009, Sony ha confermato di aver abbandonato il progetto a causa di alcuni problemi con i Trofei ottenibili con le copie "pirata" dei giochi.
Dal 1º ottobre 2009 è in commercio la nuova PSP Go, che possiede uno schermo di 3,8 pollici (più luminoso del 43% rispetto alla PSP-3000), una memoria flash da 16 GB e il Bluetooth. Non ha il lettore di UMD ma effettua solo download digitali direttamente nella memoria interna. La PSP Go è stata ufficialmente presentata all'E3 del 2009.
Dopo la PSP Go è stata lanciata, nel 2011, la PSP Street (E1000) compatibile con tutti i giochi PSP precedenti, ma senza la possibilità di giocare in multiplayer, in quanto la connettività Wi-Fi è stata rimossa.
Con l'aggiornamento del fimware 6.60, è possibile giocare sulla PSP anche ai vecchi giochi della prima PlayStation, e anche delle due console non-Sony PC Engine e Neo-Geo.
Dopo oltre 5 anni, l'intera serie delle console PSP è stata affiancata e poi sostituita dalla PlayStation Vita, la console portatile di Sony che ha esordito in Giappone a dicembre 2011 e nel resto del mondo a febbraio 2012.
Il 3 giugno 2014, dopo oltre 10 anni di supporto, Sony annuncia lo stop alla produzione della console mandandola in dismissione. Dal 2016, Sony ha rimosso la possibilità di accedere allo Store direttamente dalla console, pur mantenendo la possibilità di fare ricerche e acquisti direttamente dentro i giochi. Dal 6 luglio 2021, anche queste opzioni sono state disattivate del tutto, pertanto i possessori di PSP, per acquistare i giochi, dovranno accedere allo Store da una PlayStation 3 o una PlayStation Vita (nel secondo caso, solo quelli retrocompatibili con essa).

## Caratteristiche tecniche
- Central Processing Unit
  - Sistema Dual Processor a 128-Bit
  - Processore principale Allegrex basato sull'architettura MIPS R4000 a 32-bit, con frequenza variabile da 1 a 333 MHz (Default: 222 MHz)[16]
  - Coprocessore matematico Media Engine CXD5026-203GG con frequenza variabile da 1 a 333 MHz (Default: 222 MHz)
- Schermo LCD TFT 16:9 a matrice attiva retroilluminato da 4,3"
  - Risoluzione massima 480×272 pixel
- Interfaccia grafica a menu XMB
- Memoria RAM da 32 MB (nel modello 1000, 64 MB nei modelli successivi)
- Memoria flash Samsung 501/437 (a seconda dei modelli) da 32 MB contenente il sistema operativo PlayStation (derivato da NetBSD)
- Sistema operativo PlayStation aggiornabile tramite Internet
- Graphics Processing Unit
  - Processore grafico Sony CXD2962GG da 166 MHz
  - Memoria DRAM da 2 MB Embedded (integrata)
  - Rendering di picco pari a 7,6 milioni di poligoni/secondo
  - Effetti grafici avanzati di Bump Mapping, blur e luci dinamiche
- Memoria DRAM aggiuntiva di 2 MB
- Audio stereo Virtual Surround a 16 bit
- Mini-stick analogico
- Supporto software Universal Media Disc (UMD)
- Supporto dati Memory Stick DUO[17]
- Connettività wireless 802.11b
- Connettività Bluetooth (solo per la PSP go)
- Connessione USB per il trasferimento dati
- Supporto[18] MP3, MPEG-4, H.264, JPG, GIF, BMP, TIFF, AAC, WMA
- Batteria ricaricabile con autonomia di circa 6 ore
- Region-free: compatibile con i giochi di qualsiasi nazionalità (USA, JAP, EUR). La compatibilità per i filmati su UMD Video invece è regionalizzata in maniera non dissimile a DVD Video in commercio: Area 1 per Stati Uniti e Canada, ed Area 2 per Europa e Giappone.
- Riproduzione filmati in formato AVC e anche canzoni formato MP3.

Agendo sul tasto di accensione si può mettere la PSP nella modalità hold (blocco tasti), la modalità standby / sleep (ovvero rimane accesa con lo schermo LCD spento consumando pochissimo) e si può spegnere totalmente la PSP spostando con una leggera pressione il pulsante di accensione verso l'alto per tre secondi.

UMD

La PSP è in grado di riprodurre film, musica e videogiochi registrati su dischi Universal Media Disc (UMD), un formato sviluppato da Sony (ma standardizzato), avente una capacità di 1,8 Gigabyte. Per via delle pessime vendite di UMD Video, probabilmente causate da prezzi troppo alti, alcune case cinematografiche hanno dichiarato che non distribuiranno più film in tale formato.
Inoltre possiede uno slot per Memory Stick «Duo», una piccola memory card dalla capacità massima di 32 GB, sulla quale l'utente può memorizzare file multimediali da riprodurre con la console e salvare i progressi nei giochi.
Il firmware è il sistema operativo della PSP e gode di regolari aggiornamenti che introducono nuove funzionalità e risolvono gli eventuali bug. Ad esempio, con le versioni 2.00 e successive, sono stati introdotti un browser per Internet, un riproduttore di podcast e un riproduttore di video in streaming attraverso la tecnologia proprietaria Sony denominata Location free. L'ultima versione distribuita è la 6.61.
Sono stati realizzati numerosi accessori opzionali per PSP, anche da famose marche di elettronica come Logitech: ad esempio un piccolo hard disk esterno che, collegato come una memory stick, fornisce alla PSP 4 Gigabyte di memoria. Da segnalare le utilissime custodie per la console e gli UMD.
Sono stati immessi sul mercato due nuovi, importanti dispositivi: il primo si chiama Go!Cam e consente di videochiamare via web, di utilizzare giochi che sfruttano il movimento del corpo e di scattare foto da salvare su memory stick; il secondo, invece, è un navigatore satellitare di nome "Go!Explore" che permette, tramite un'antenna e delle mappe, contenute in un dischetto UMD, di trasformare la PSP in un vero e proprio GPS portatile, con funzionalità grafiche superiori alla media dei normali navigatori satellitari.
Nel 2005 si vociferava di un possibile sintonizzatore TV esterno ma il progetto sembra essere stato abbandonato fino al luglio 2007, quando la Sony ha lanciato ufficialmente il 1seg (uanseg), per poi metterlo in vendita a partire dal 20 settembre al prezzo di 6,980 yen ($57). Dagli amatori è stato giudicato carino, di facile uso e di buona riuscita; è acquistabile solo in Giappone al prezzo di circa €69.

## Edizioni
| Versione         | Stand Alone | Value pack | Giga pack |
| ---------------- | ----------- | ---------- | --------- |
| Memory stick     | No          | 32 mb      | 1 gb      |
| Umd demo         | Sì          | Sì         | Sì        |
| Cuffie           | No          | Sì         | Sì        |
| Custodia         | No          | Sì         | Sì        |
| Cinghia da polso | No          | Sì         | No        |
| Panno            | No          | Sì         | Sì        |
| Base             | No          | No         | Sì        |
| Cavo USB         | No          | No         | Sì        |

La PSP è uscita in diverse versioni:
- Stand Alone[21] è la versione 'liscia' della console. In essa sono presenti la console, l'adattatore AC, l'UMD demo e la batteria.
- Value Pack[22] è la versione più famosa e diffusa della PSP. In essa sono presenti la console, le cuffie con comando a distanza, la custodia e la cinghia da polso, l'adattatore AC, l'UMD Demo, una memory Stick PRO Duo da 32 Mb, un panno e la batteria.
- Giga Pack[23] è la versione fornita di più accessori (e più costosa). In essa sono presenti la console, le cuffie e il comando a distanza, una memory Stick PRO Duo da 1 GB, l'UMD Demo, la custodia, il panno, la base (una specie di appoggio dove mettere la PSP) e un cavo USB.

### Colori
Esistono dieci diverse colorazioni per le versioni 2000:
- Piano Black
- Ice Silver
- Ceramic white
- Rose pink
- Deep red
- Champagne gold
- Felicia blue
- Mint green
- Lavender purple
- Metallic blue

Per le versioni 3000 ne sono stati lanciati altri 6:
- Vibrant Blue
- Pearl White
- Radiant Red
- Bright Yellow
- Spirited Green
- Lilac (Special limited edition).

Le PSP venivano vendute in bundle con specifici giochi; rispettivamente: Harry Potter, Dissidia Final Fantasy, Monster Hunter Freedom 2, I Simpson - Il videogioco, Metal Gear Solid: Peace Walker e Hannah Montana.
La versione nera è stata la prima per la PSP, uscita il 1º settembre 2005; è stata la prima colorazione disponibile, ed è inoltre l'unica edizione disponibile in tutto il mondo. Alcune di esse (ice silver, ceramic white, e deep red) sono infatti disponibili solo negli Stati Uniti e in Europa (in bundle rispettivamente con i videogiochi Daxter, Star Wars: Battlefront e God of War) e in Asia (vendute separatamente). Le versioni rose pink, champagne gold, felicia blue, e lavender purple versions erano inizialmente disponibili solo in Asia ma da fine 2009 sono disponibili anche in Italia mentre il modello mint green è venduto nel solo Giappone. Per i mercati asiatici ed europei esiste una versione pink, realizzata in collaborazione con la cantante Pink.

## Go!Messenger e Go!Explore
Sony ha annunciato attraverso un nuovo sito internet denominato gopspgo, previsto per l'inizio dell'anno 2008 con due nuovi servizi per PSP: il Go!Messenger ed il Go!Explore.
Il Go!Messenger permetterà di trasformare la PSP in un client messenger sia audio che video oltre che al normale testo, la funzione di trasmissione audio/video potrà essere effettuata attraverso la fotocamera già venduta da Sony in precedenza, e cioè la Go!Cam. Il servizio è stato sospeso il 31 marzo 2009; la motivazione è spiegata nella mail inviata a tutti gli utenti di Go!Messenger: "Benché Go!Messenger abbia offerto soluzioni di comunicazione innovative alla comunità PSP, non è riuscito ad attirare la base di utenti che BT e Sony Computer Entertainment Europe (SCEE) si aspettavano".
Il Go!Explore invece, trasformerà la Play Station Portable in un sistema di navigazione GPS, grazie all'opportuno ricevitore GPS ed al software su UMD Go!Explore, che implementerà in sé mappe sia 2D che 3D oltre a molte utili opzioni presenti in molti altri navigatori in commercio.

## Browser
A partire dalla versione 2.00, esclusa la PSP Street, del firmware è presente un browser per navigare in internet attraverso la connessione Wi-Fi e, sulla PSP Go, anche tramite Bluetooth collegato in tethering ad un cellulare.